# Lepidodactylus herrei
Lepidodactylus herrei är en ödleart som beskrevs av  Taylor 1923. Lepidodactylus herrei ingår i släktet Lepidodactylus och familjen geckoödlor. IUCN kategoriserar arten globalt som livskraftig.

## Underarter
Arten delas in i följande underarter:
- L. h. medianus
- L. h. herrei